# Henrique Coutinho
Henrique da Silva Coutinho, mais conhecido como Henrique Coutinho (Vitória, 6 de novembro de 1845 — Rio de Janeiro, 13 de junho de 1915) foi um agropecuarista, coletor federal e político brasileiro. Foi governador do Espírito Santo por duas vezes.

## Vida pessoal e política
Henrique da Silva Coutinho era filho de Manuel Pinto Rangel e Silva e de Joana Maria da Vitória e Silva e pertencente a uma família de políticos e proprietários rurais. Era proprietário rural e ligado por matrimônio à família Zinzen, ligada ao ramo de exportação em Vitória.
Apesar de ser republicano, sua família era ligada ao Partido Conservador no império, tendo seus irmãos Emiliano e Antero Coutinho dois deputados provinciais no Espírito Santo.
Com a Proclamação da República do Brasil, passou a fazer parte da cúpula política que governava o estado. Em congresso realizado para a criação de um partido republicano no estado, mediante a união dos diversos movimentos políticos que existiam, permaneceu ao lado do governador Afonso Cláudio de Freitas Rosa, tornando-se um dos signatários do partido que objetivava ser sustentáculo político do governo, o Partido Republicano Construtor, liderado por José de Melo Carvalho Muniz Freire. Desse modo, tornou-se um dos três membros do diretório do partido.
Tornou-se governador do Espírito Santo em novembro de 1890, ainda de forma interina, cargo efetivado em janeiro do ano seguinte pelo governo federal, cargo que exerceu por poucos meses, demitido pelo ministro Henrique Pereira de Lucena, o Barão de Lucena. Tal episódio ocorreu em 11 de março de 1891, porque seus correligionários haviam votado em Prudente de Morais na eleição para presidente da República, contrariando Deodoro, candidato situacionista, o qual acabou vencendo.
Após a ascensão de Floriano Peixoto, seu partido retomou o controle político do estado por meio de uma Junta Governativa, em dezembro de 1891. Foi eleito deputado estadual constituinte logo em seguida, tendo presidido a Assembleia Legislativa do Espírito Santo entre 1894 e 1896. Empregou fidelíssimo apoio ao presidente do estado José de Melo Carvalho Muniz Freire, sendo um dos defensores de sua reeleição. Foi reeleito para o cargo em 1895, mandato o qual interrompeu para assumir uma cadeira no Senado, pois foi eleito em 1896. Sua candidatura vinha ao encontro do desejo do chefe político, José de Melo Carvalho Muniz Freire, cuja preferência recaía sobre Siqueira Lima.
Personagem influente no partido, foi escolhido como sucessor de Muniz Freire pelo próprio, eleição que venceu facilmente. Assim, renunciou ao cargo de senador para assumir seu novo mandato.
Após pouco tempo de governo, entrou em desacordo com  o chefe de seu partido, Muniz Freire, passando a sofrer ferrenha oposição dele e de parte do partido. Após deixar o governo, foi "esquecido" pelo partido. Mudou-se para Niterói, onde se tornou coletor federal. Faleceu em 1915, aos 69 anos, sete anos após ter deixado seu último mandato eletivo.